# Bajonet Eickhorn B2000
De Eickhorn B2000 is een bajonet voor diverse soorten geweren. Het is de officiële bajonet van Nederlandse leger.

## Geschiedenis
De bajonet werd door Eickhorn samen met diverse NAVO krijgsmachten ontwikkeld.

## Algemeen
| Totale lengte      | 312 mm     |
| Klinglengte        | 184 mm     |
| Dikte van de kling | 3,6 mm     |
| Klingvorm          | Clip-point |
| Massa              | 310 g      |

De bajonet is geïsoleerd tot 1000 volt als de bajonet en schede worden gebruikt als een draadknipper.

### Kling
De kling is gemaakt van 55Si7 (HRC 51-53) staal en is zwart afgewerkt. Er zit een opening in de kling die op een nok op de schede past, zodat bajonet en schede samen een draadknipper vormen. Er wordt met de bovenzijde van de punt van de bajonet geknipt. Het voorste deel van de rug is geslepen en wordt gebruikt voor de draadknipper.

### Heft
Het heft is gemaakt van legergroene met glasvezel versterkt polyamide (PA6).
De pommel en stootplaat zijn afgeleid van de Amerikaanse M7 bajonet die onder andere ook door Eickhorn geproduceerd werd.
De stootplaat heeft een ronde opening van 22mm voor bevestiging aan de vlamdemper van het geweer.
Boven in de pommel is een bajonetfitting aangebracht, met een bevestigingspal voor het vergrendelen van de bajonet op de bajonetfitting van het geweer (bij de meeste geweren bevindt de bajonetfitting zich aan de onderzijde van de loop).

### Foedraal
Het foedraal bestaat uit een legergroene kunststof schede van met glasvezel versterkt polyamide (PA6) en een draagsamenstel.
Aan het uiteinde van de schede zit een metalen plaatje, dat te gebruiken is als schroevendraaier en waarop een nok zit waar de opening in de kling precies omheen past zodat bajonet en schede samen een draadknipper vormen.
Aan de achterzijde van de schede is een diamanten slijper aangebracht.

## Nederland
Vanaf 2005 verving de Eickhorn B2000 bajonet in Nederland de Buck M9 bajonet die in de jaren 90 de bij de Canadese Diemaco C7 en C8 geweren geleverd waren. De bajonet wordt met een bevestigingsmechanisme (adapter) aan de Diemaco C7 of C8 bevestigd.
Bij de Nederlandse strijdkrachten is de officiële benaming van het wapen geen “bajonet” maar “Multifunctioneel Gevechtsmes Eickhorn (Bayonet System 2005)”.
De Nederlandse versies van de B2000 zijn te herkennen aan een 5-cijferig serienummer met "NLD" ervoor dat op de basis van de kling is gedrukt.

## Gebruikers
- Canada
- Verenigd Koninkrijk
- Zweden
- Ierland
- Nederland